# Солнечное затмение 19 июня 1936 года

Наблюдение затмения в Турции, в районе хребта Улудаг

Со́лнечное затме́ние 19 ию́ня 1936 го́да — полное солнечное затмение, частные фазы которого можно было наблюдать почти во всей Евразии (кроме Южной Индии, Индокитая и юго-запада Пиренейского полуострова), в Северной Африке и в околополярных областях Северной Америки, а полную фазу — в Греции, Турции, СССР, Китае и Японии. Крупные города, через которые проходила полоса полного затмения: Афины, Геленджик, Туапсе, Краснодар, Армавир, Элиста, Кустанай, Петропавловск, Омск, Томск, Хабаровск. Максимальная продолжительность полного затмения (около 2,5 минуты) — в точке с координатами 56,1° северной широты, 104,7° восточной долготы (к востоку от Братска).

## Наблюдение затмения в СССР
Это затмение примечательно тем, что оно было первым полным солнечным затмением, наблюдавшимся на обитаемой территории СССР, с момента его образования (предыдущее было в 1914 году). Полоса полного солнечного затмения проходила через весь Советский Союз с запада на восток, от Кубани до Дальнего Востока. Для наблюдения затмения на территории СССР были организованы 28 советских (17 астрономических и 11 геофизических) и 12 иностранных экспедиций(из Франции, Англии, США, Италии, Чехословакии, Швеции, Голландии, Китая, Японии, Польши). В экспедициях работали 370 астрономов, в том числе около 70 иностранцев, причём в отношении последних было принято специальное постановление ЦК ВКП(б) о снижении на 50 % цен на билеты на железнодорожный и водный транспорт. Подготовка к работе экспедиций во время затмения по единой программе шла в течение 2 лет под руководством специальной комиссии при АН СССР. На работы по подготовке к затмению правительством ассигновано в 1934 г. 60 тыс. руб., в 1935 г. — 365 тыс. руб., в 1936 г. — 400 тыс. руб. Для наблюдений отечественными специалистами в Ленинградском астрономическом институте были созданы 6 одинаковых коронографов с диаметром 100 мм и фокусным расстоянием 5 м, которыми были снабжены экспедиции Пулковской обсерватории, ГАИШ, Московского отделения Всесоюзного астрономо-геодезического общества, Харьковской, Энгельгардтовской и Ташкентской обсерваторий. Кроме наземных станций, наблюдения выполнялись также с аэростатов и самолётов.

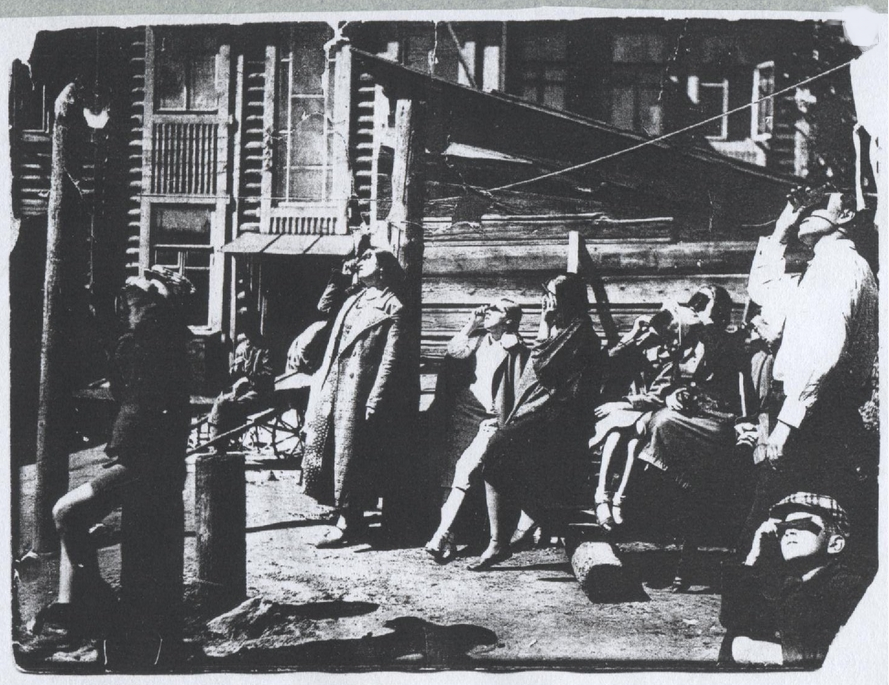
Наблюдение затмения в Новосибирске

Пулковская обсерватория (вместе с её отделением в Симеизе, ныне Крымской обсерваторией) направила три экспедиции: одну под руководством директора обсерватории Б. П. Герасимовича (он же был председателем комиссии АН СССР по организации наблюдений затмения) для исследований хромосферы и протуберанцев — в Оренбургскую область (пос. Акбулак), вторую под руководством Г. А. Тихова — также в Оренбургскую обл. (с. Сара), третью (под началом И. А. Балановского) — в Омск для наблюдений короны. Экспедиция ГАИШ в пос. Бочкарёво возле г. Куйбышева Дальневосточного (ныне Белогорска Амурской обл.) занималась спектрографией хромосферы и короны и поляриметрией короны, а также проверкой эффекта Эйнштейна (отклонения света в гравитационном поле Солнца); наблюдения второй экспедиции ГАИШ под Кустанаем были малоудачны по метеоусловиям. Экспедиция Харьковской обсерватории на Северном Кавказе (станица Белореченская Краснодарского края) под руководством Н. П. Барабашова занималась фотометрией и поляриметрией короны, а также спектроскопией хромосферы с помощью объективной призмы. Абастуманская обсерватория занималась радиометрией короны. Экспедиция Московского отделения ВАГО занималась наблюдениями на стандартном коронографе, а также руководила любительскими наблюдениями по всей стране. Экспедиция Обсерватории им. В. П. Энгельгардта Казанского университета работала в районе Кустаная, занимаясь спектрографией короны в визуальном спектре с помощью дифракционной решётки, а также фотографированием короны с помощью стандартного коронографа.
Американская экспедиция в составе 24 человек под руководством Дональда Мензела работала вместе с одной из пулковских экспедиций в Акбулаке. Вместе со второй пулковской экспедицией в Саре работала экспедиция из 4 итальянских астрономов (обсерватория Арчетри) под руководством Джорджио Абетти.

## В культуре
Затмение произошло на следующий день после смерти А. М. Горького. В день похорон писателя 20 июня в газете «Правда» было опубликовано посвящённое Горькому стихотворение Михаила Светлова, включавшее строки: «И затмению Солнца сопутствует сумрак утраты…»